# Dorfhagen
Dorfhagen is een dorp en voormalige gemeente in het Landkreis Cuxhaven in de deelstaat Nedersaksen. Het dorp was in 1974 een van de gemeenten die de Samtgemeinde Hagen vormden. Na de opheffing daarvan in 2014 werd Dorfhagen opgenomen in de eenheidsgemeente Hagen im Bremischen.